# マリーランド (おねがいマイメロディ)
マリーランド（Maryland、Mari Land）はアニメ『おねがいマイメロディ』シリーズに登場する架空の地名。

## 概要
マイメロディなどのぬいぐるみが住む、争いごとの無い平和な世界。アンダンテの森にある“ホルン”を通じて人間界（『すっきり♪』までは夢ヶ丘市の上空に繋がっている）と行き来できる。
マイメロが歌と出会う前の過去を舞台にする『おねがい♪マイメロディ きららっ★』ではこの頃は“ホルン”ではなく“トランペット”になっている。『きららっ★』序盤にて、クロミと王妃様の喧嘩が原因で吹っ飛ばされたバクとエレファント55世が流れ星に激突し軌道が変わり、その流れ星がトランペットに衝突して破壊された。メガネザル博士によると「修理には一年近く掛かる」とのこと。終盤にて『おねがいマイメロディ』から登場しているホルンが完成するが未完成である為、星月きららは元のサイズに戻る事は出来ず、時間制限が設けられ夕方を過ぎると二度マリーランドへは戻れない。なおこの回は人間界からマリーランドへの行き来が初めて描写されている。

## 世界の成り立ち
この世界は、人間の夢で創られている。様々な夢があるため、良い夢が集まってできた「ピンクの森」もあれば、悪夢を封印する「黒い森」も存在する。
世界が人間の夢で創られている為、『おねがいマイメロディ』終盤で、ダークパワーの影響で、人間の夢に異変が起きると、連動してマリーランドにも異変が起きた。空は雲に覆われ、草花や緑の木々は色褪せて枯れて、砂漠が増えていった。そして全ての人間の夢が枯れ果てた時、マリーランドは砂となり消滅してしまう滅亡の危機に瀕した。『おねがい♪マイメロディ きららっ★』終盤では流れ星が流れなくなった影響で世界中の人間が夢を無くし滅亡の危機に陥るが、星月きららが夢を持った最後の人間であった為、消滅は免れた。
また、人間の夢で創られている世界であるため、人間界の自然法則の影響がある程度働いており、四季がある。丘や山、植物、家などは、マイメロたちの体に合った大きさになっているので、人間がマリーランドを訪れると巨人に見えてしまう。だが、『おねがい♪マイメロディ きららっ★』では星月きららが初めてマリーランドを訪れた人間であったため二頭身サイズに縮小された。
上記とは逆に、マリーランドに異変が起こっても人間界にそれが逆流するためマイメロが一日プリンセスを勤めた際に「世界中をピンク色にして欲しい」というお願いをした所、マリーランドだけでなく地球全体がピンク色になり人間にも影響が起こった。

## 森
黒い森
マリーランド初代王様により、悪夢を封じ込めるために創られた場所。マリーランド崩壊の際にも消えなかった。かつてダークパワーの精が誕生した場所である。
黒い森の木々には、黒音符の実が生っていて、その実にはダークパワーの詰まっている。ダークパワーを強化するために、大臣の体をのっとっているダークパワーの精が訪れ、実を捥いで食べている。。
その存在は、マリーランドのごく一部の者しか知らない。西のはてのはてに、嵐の吹き荒れる谷の先にあり、谷を渡ることはできないが、秘密の抜け穴を通り行くことができる。巨木が空を覆う森で、一度踏み入れた者は誰一人帰って来ない、禁断の地である。謎の女豹やコーちゃんの活動拠点でもある。マイメロのプリンセス疑似体験の影響でピンク色になった。
『すっきり♪』最終話にて黒豹(ダー子)が黒い森の番人となった。
ピンクの森
マリーランドの東のはずれにある、ピンク色の広大な森。黒い森とは反対で、人間の夢の中でもいい夢でできている美しい森。木にはピンクの音符の実が生っていて、風が吹くと美しい音楽を奏でる。
森の中心には、空高くそびえる「ドリームスカムツリー」という巨大な木が生えており、木の頂上には「虹の花」が咲いている。この花には、バク化の呪いを解く効果がある。この話は、王家代々ご先祖様から伝承されているが、この関係を、王様は知らないようだ。
ピンクの森に行くには、3つの試練を突破しなければならない。滑って登ることが困難な氷のような斜面の「氷の丘」。流れる砂の急流や“ポエムの妖精”（声：中川里江、中村恵子）が霧の中に潜む「砂の川」。強風の吹き荒れ谷に架かる一本道を、鬼の顔のような岩の穴から吹く出る風に向かって進む「風の谷」。特に「風の谷」を切り抜けるのは最大の難所とされており、強風を防がない限りマリーランド住人の持つパラソルでは到底通ることは不可能。その3つの試練を突破した後、丘の上には「いらっしゃい。楽しいピンクの森へようこそ」と、ゲートの飾りの喋るハナさんや森に住むトリさんが歓迎してくれる。クロミのダークプリンセス疑似体験の影響で紫色の妄想の森と化した。
『きららっ★』に登場した段階では、ピンクの森には「氷の丘」「砂の川」「風の谷」の3つの試練があるような描写が存在せず、マイメロ達も簡単に出入りできるようになっている。
終盤、流れ星が流れなくなった影響でピンク色ではなくなった。
ナスビの森
マリーランドの北のはずれにある、紫色の森。森の周りには強風の吹く谷がある。紫色の木にはナスが生る。不気味な雰囲気の森の奥には、荒地が広がり、その中心の岩山の頂上のお寺に、「バクの刑」を解くお経が納められている。しかし、その周囲に、凶暴な「ナスビザウルス」や「キュウリザウルス」が住んでいる。

## 国の成り立ち
世界の全てを王様のエレファント55世が統治し、配下に役人や近衛兵がいる。王様や国政に対して、特に異議を申し立てる者も無く、平穏に過ごしている。
しかし、たとえ王様がいい加減な法律（御触れ）を制定しても、王妃様や大臣などの側近の反対がない限り、近衛兵は住民らに法律を守らせるべく、街の家々や平原など人がいそうな所を巡回し、違反者を拘束している。
「マリーランドキャラのカタログ」などで国民に関する情報を記録・管理しているらしく、クロミがサンタクロースからプレゼントが届かない理由を「転居届けを出してないから」と言った。

## 文明・文化
基本的な生活様式は中世欧州風だが少し和風要素も含まれている。正月の夜はお城を国民に開放してニューイヤーパーティーを催し、そのパーティーでは流れ星に願いを懸ければ必ず願いが叶うと言われている。お正月やひな祭り等がある他、バレンタインもありマリーランドではチョコではなくタコを贈る習慣がある。
人間界の影響または人間の夢を活用・具現化する方法がある様で、お城にはテレビがあり、一部の住人は携帯電話まで所持している。また、インターネットも普及しているようで、データ通信できる携帯電話により、人間界でもマリーランドのニュースを見ることができる。他にも、宇宙空間をワープできたりする、ロケットも存在するなど、一部分では高度なテクノロジーを有している様である。
マリーランドにも歴史があり、古代については、ダークパワーの精が語った過去や、戦いの様子を描いた壁画から垣間見ることができる。マリーランドの古代の世界も、人類の石器時代と同じであったようだ。王様はゾウの類縁であるマンモスで、率いていた近衛兵の体毛は毛深い。
また壁画には、マイメロやウサミミ仮面のような絵が描かれており、何千年も前から存在していたことが確認できる。